# Казаково (Каргопольский район)
Казаково (Большая Шалга) — деревня в Каргопольском районе Архангельской области. Входит в состав Павловского сельского поселения.

## География
Деревня расположена в 10 км к востоку от Каргополя по Няндомскому Тракту.

## Население
| 2002 | 2010 | 2012 |
| ---- | ---- | ---- |
| 426  | ↘391 | ↗394 |

## Достопримечательности
«Шалга», согласно Далю, название местности, означающее «большой вхожий лес», а также «дровосеку». Деревня известна своей церковью Рождества Христова (1745). Несмотря на то, что хороший лес здесь давно вырублен, церковь можно сразу не заметить из-за её удалённости от деревни и дороги. Если ехать от Каргополя, то это первый поворот направо перед деревней, и уже в 1.5 км будет виден характерный «ломаный» шатёр церкви. Рядом с реставрируемой деревянной (разобрана трапезная), стоит каменная, построенная в классических формах, она действует.

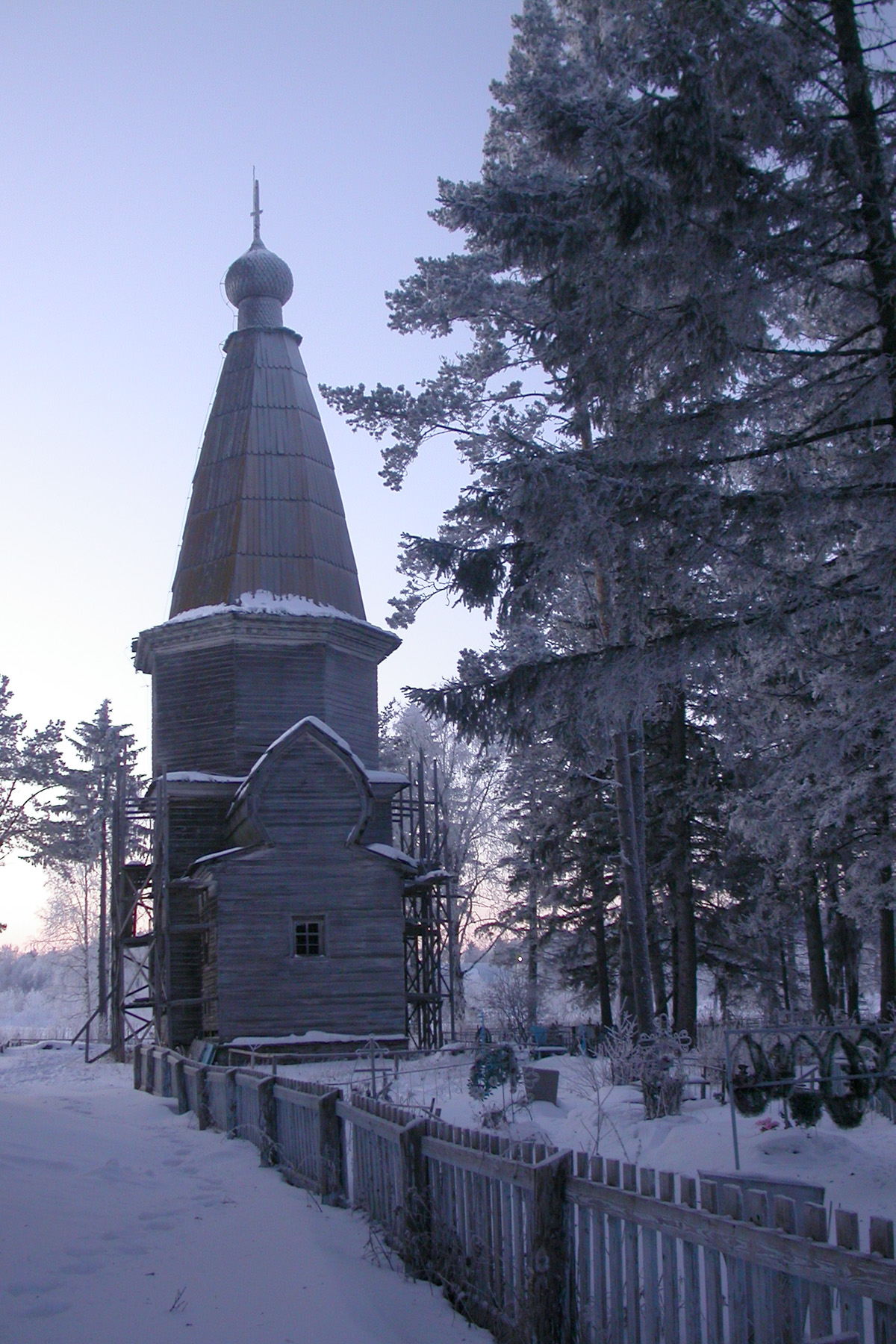
Церковь Рождества Христова с Востока
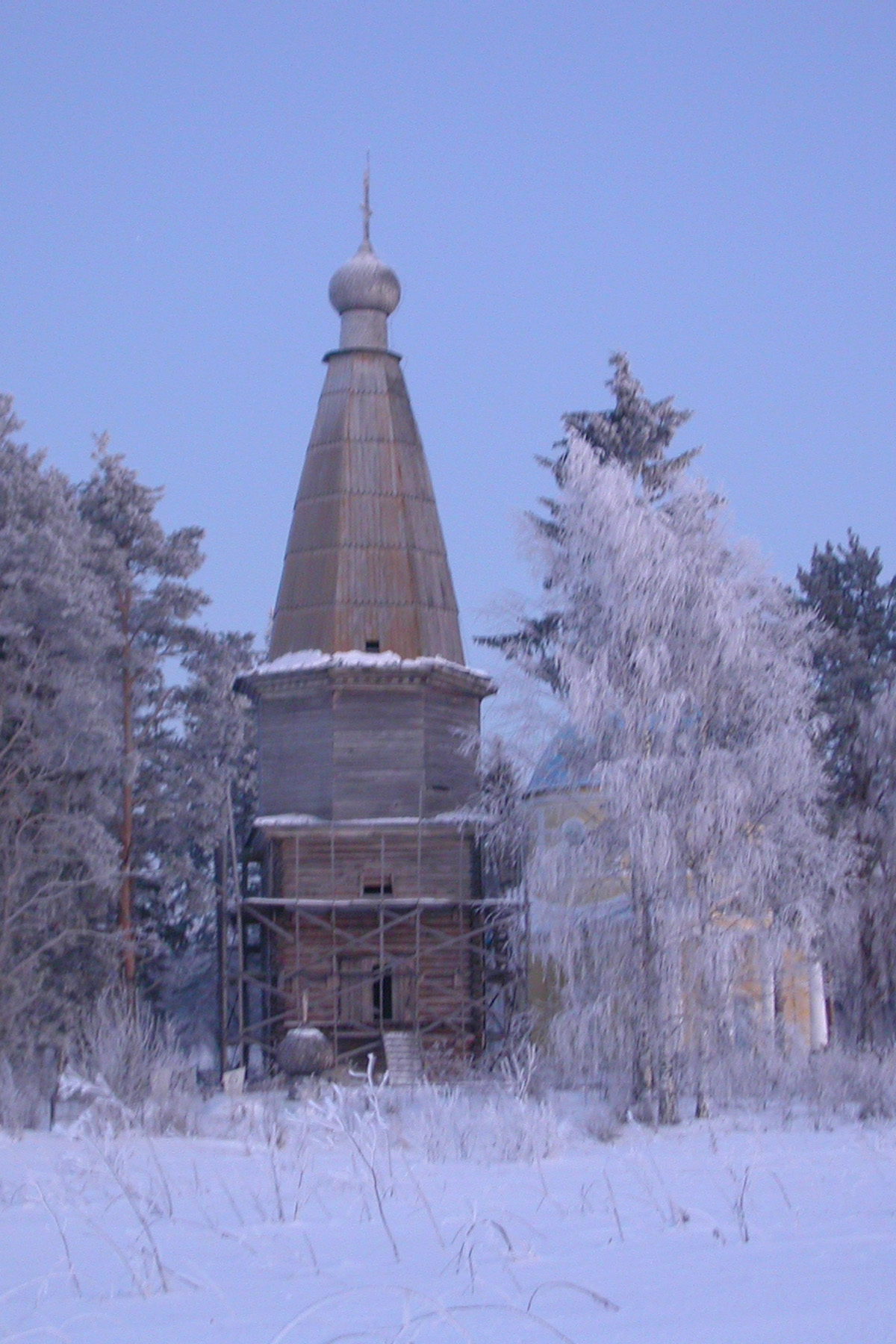
Церковь Рождества Христова с Запада
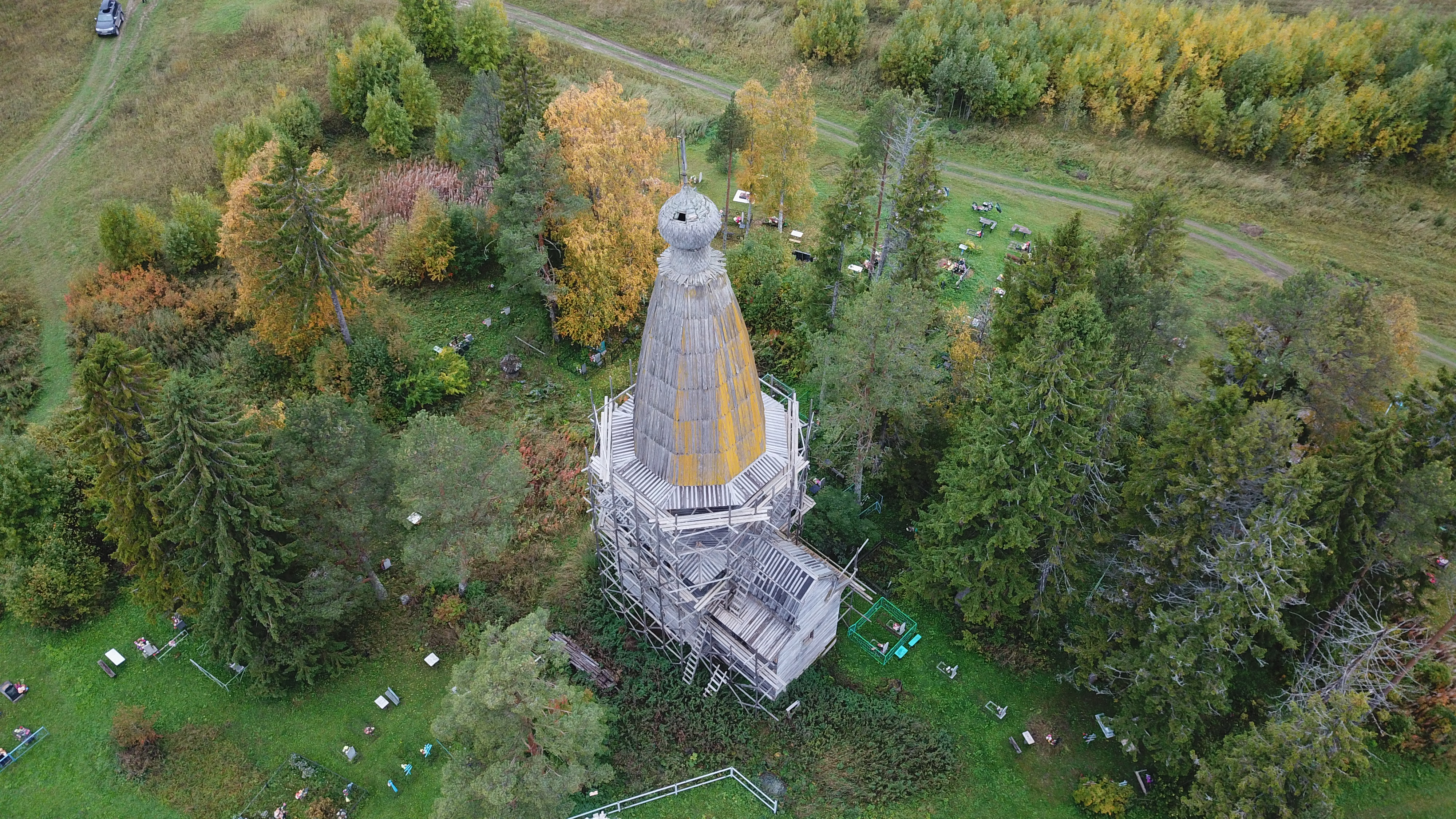
Церковь Рождества Христова 1745
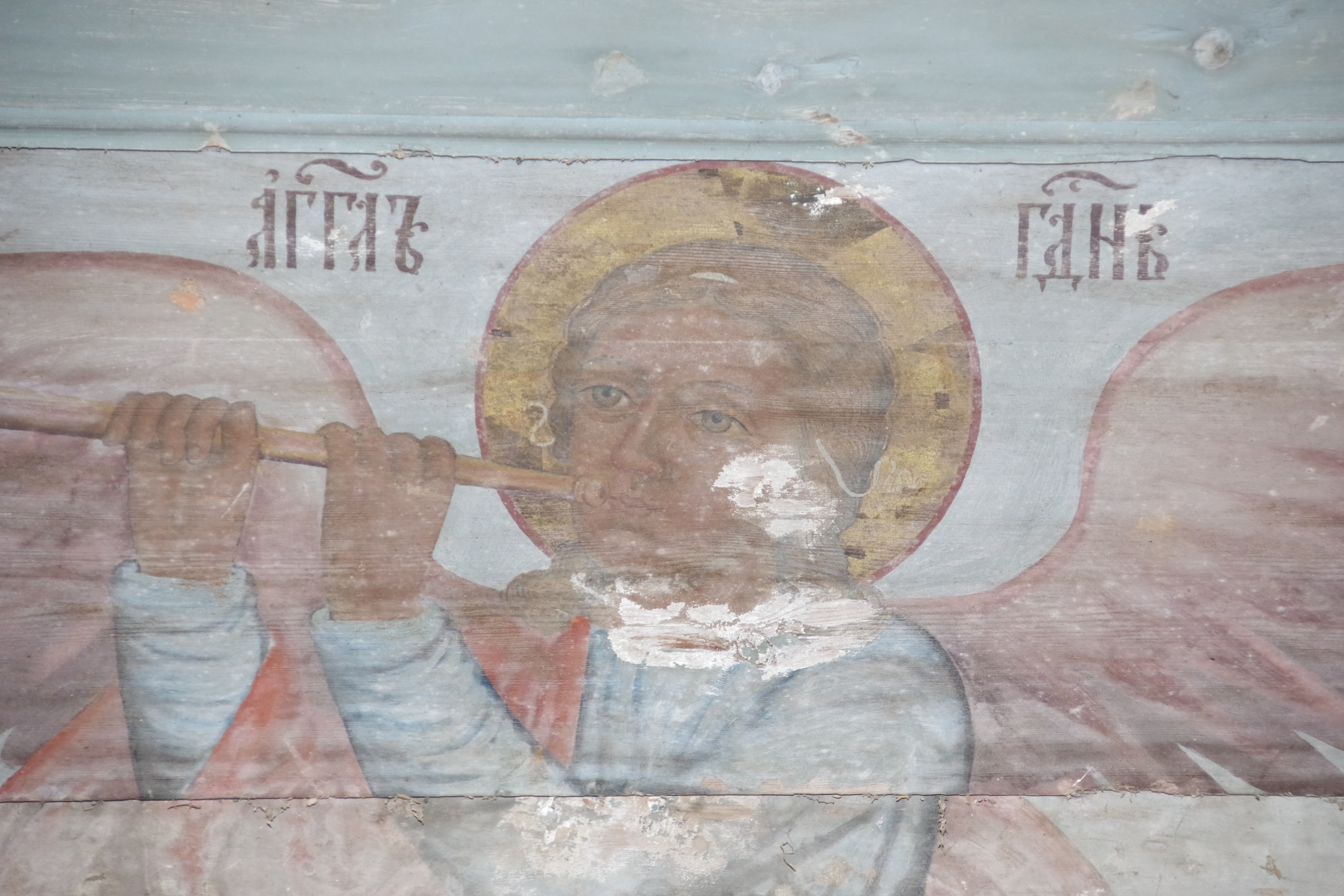
Церковь Рождества Христова 1745 (паруса)
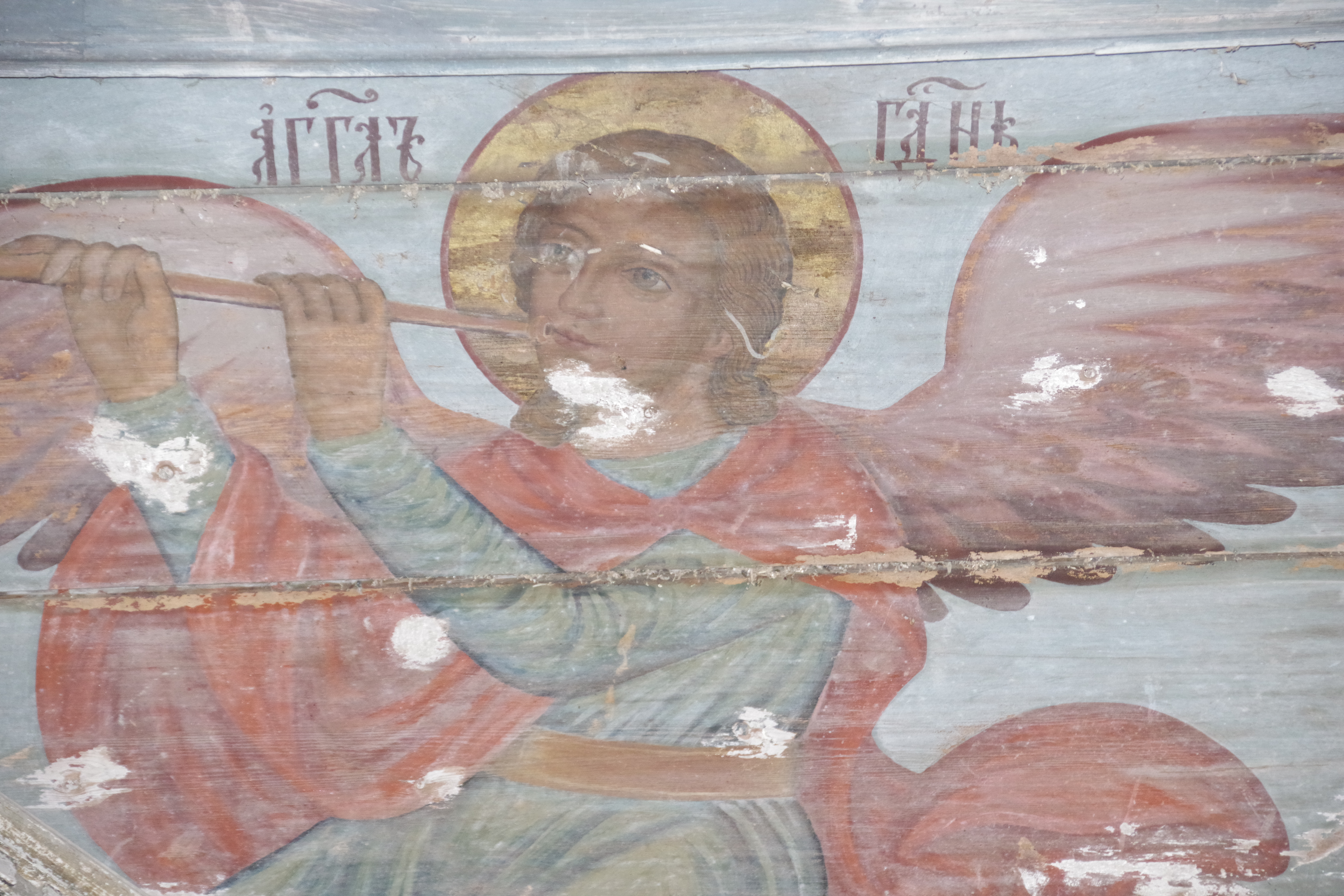
Церковь Рождества Христова 1745 (паруса)
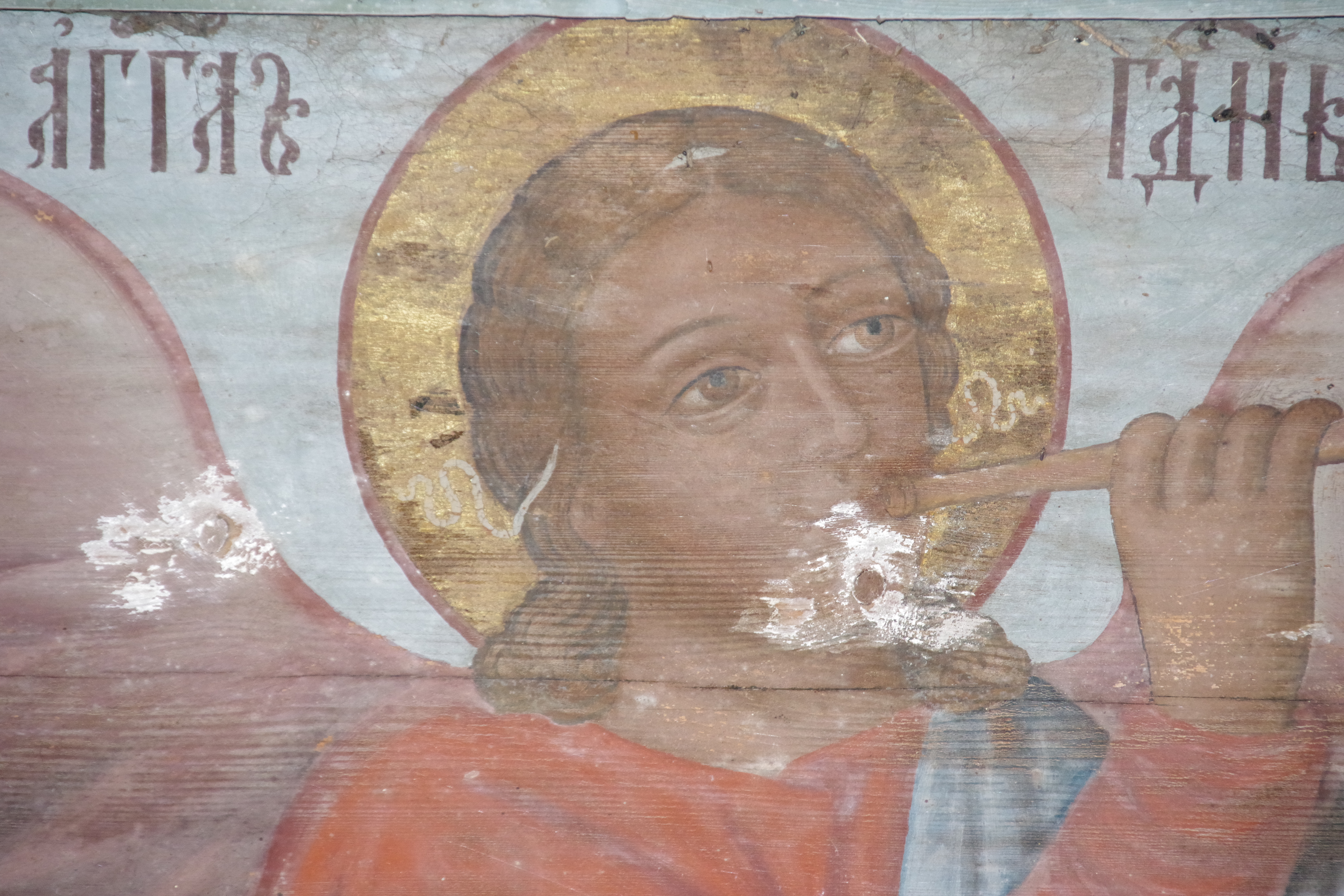
Церковь Рождества Христова 1745 (паруса)
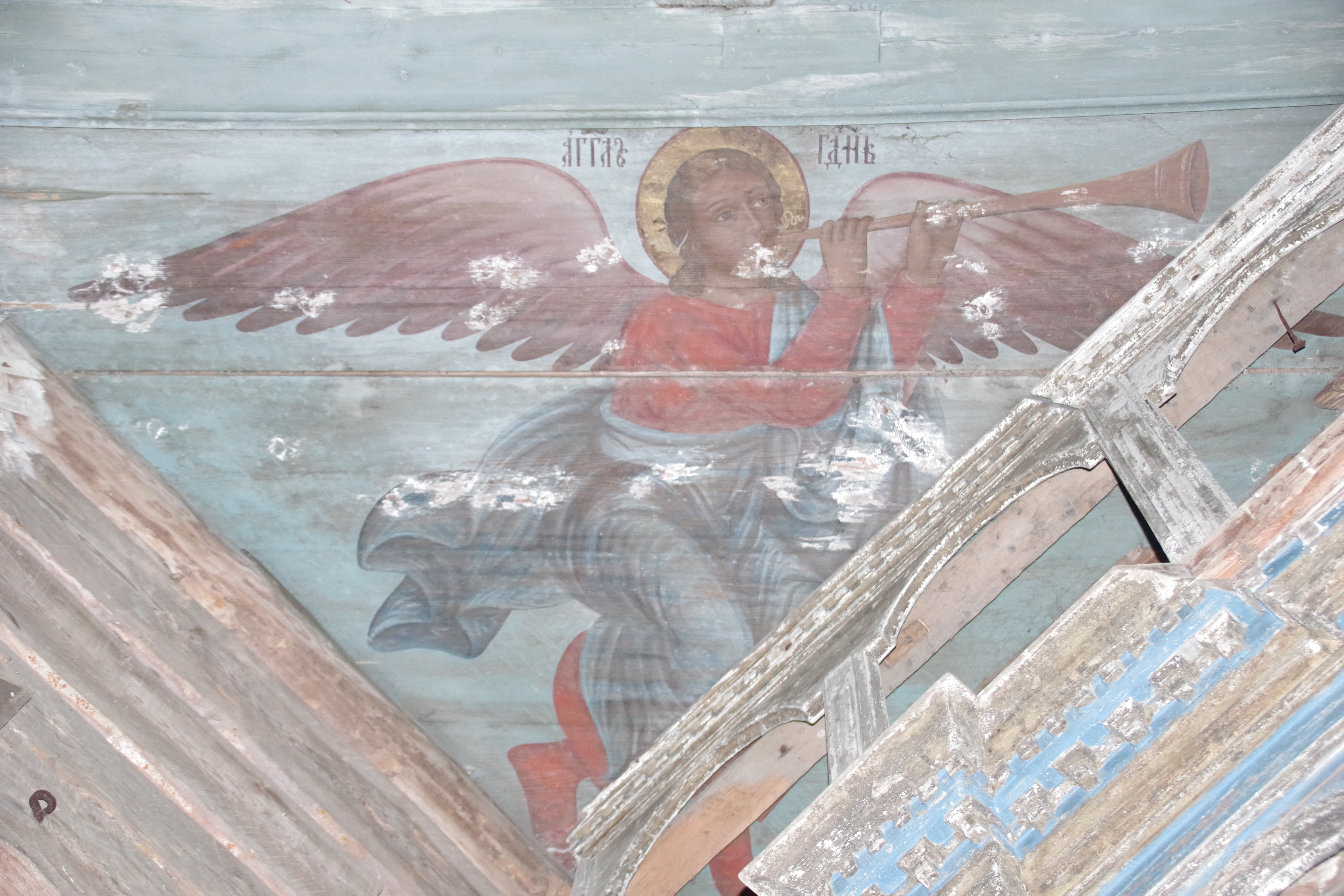
Церковь Рождества Христова 1745 (паруса)